# تسویمس

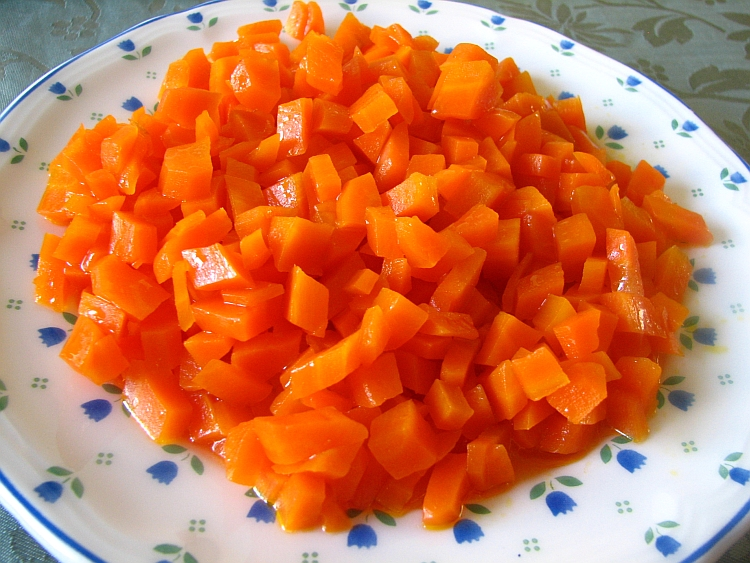

تسویمس (به ییدیش: צימעס) نوعی تاس کباب شیرین در آشپزی یهودی اشکنازی است که مواد آن را هویج، خشکبار مانند آلو بخارا و کشمش و دیگر سبزیجات ریشه ای معمولاً سیب زمینی تشکیل می دهند.